# Objaw Bikelesa
Objaw Bikelesa – objaw występujący w przypadku rwy ramiennej, przejawia się on bólem przy prostowaniu zgiętego przedramienia uprzednio uniesionej i odwiedzionej kończyny górnej. Objaw opisał polski neurolog Gustaw Bikeles.